# تکیه آقاخان محلاتی
تکیه آقاخان محلاتی مربوط به دوره قاجار است و در محلات، خیابان امام خمینی واقع شده و این اثر در تاریخ ۲۵ آبان ۱۳۸۷ با شمارهٔ ثبت ۲۳۸۱۳ به‌عنوان یکی از آثار ملی ایران به ثبت رسیده است.